# Green Arrow and Black Canary
Green Arrow and Black Canary est une série de comics book américaine publiée par DC Comics avec les superhéros Green Arrow et Black Canary. 

## Histoire éditoriale
Le premier numéro (décembre 2007) a été écrit par Judd Winick et illustré par Cliff Chiang. La série est issue de Green Arrow / Black Canary: Wedding Special (novembre 2007) de Winick et de l'artiste Amanda Conner. Au numéro 7, Mike Norton remplace Chiang et au numéro 15, Andrew Kreisberg remplace Winick. 
Selon le site DCComics.com, le titre devient Green Arrow à partir du numéro 31. Après les événements de Justice League: Cry for Justice (en), où Green Arrow a tué le méchant Prométhée pour avoir détruit Star City (ce qui a tué la fille de Roy Harper), Black Canary a, semble-t-il, mis fin à leur mariage. Green Arrow ne lui ayant rien dit, elle en a conclu qu'il souhaitait rester seul. 
La série prend fin en 2011 lorsque DC relance tout son univers lors des New 52. Green Arrow se retrouve à Star City dans sa propre série solo alors que Black Canary se retrouve dans la série Birds of Prey. Après les événements de DC Rebirth, les deux sont à nouveau en couple. 

## Personnages
- Black Canary (Dinah Laurel Lance) : Fille de la Black Canary d'origine, formée contre l'avis de sa mère pour devenir l'une des meilleures combattantes du monde avec son cri sonore "canary cry". Femme de Green Arrow.
- Green Arrow (Oliver Queen) : Playboy milliardaire devenu justicier et l'un des meilleurs archers au monde. Mari de Black Canary et père de Connor Hawke.
- Green Arrow (Connor Hawke) : Fils biologique d'Oliver Queen, il a remplacé son père après son décès et ils partagent désormais le même nom de héros.
- Speedy (Mia Dearden) : Nouvelle coéquipière de Green Arrow à utiliser ce nom. Après avoir vécu dans la rue, elle a été accueillie et entraînée par Oliver.
- Red Arrow (Roy Harper) : Premier Speedy et ancien partenaire de Green Arrow, il est devenu Arsenal pour prendre ensuite un nouveau nom de héros.

## Synopsis
La série est divisée en cinq parties :

### Dead Again
Après le meurtre de « Green Arrow » par Black Canary lors de leur nuit de noces, on découvre qu'il était en fait Everyman se faisant passer pour lui. Black Canary et Speedy, ainsi que Connor Hawke, s'aventurent à Themyscira pensant que Green Arrow pourrait être prisonnier des Amazones. 

### Family Business
Green Arrow, Black Canary et Speedy se rendent en Europe pour rechercher celui qui a attaqué et blessé Connor Hawke. En chemin, ils sont rejoints par Batman, Plastic Man et Dodger et rencontrent une nouvelle Ligue des Assassins. 

### A League of their Own
Connor Hawke qui avait disparu, est retrouvé. On découvre que cette Ligue des Assassins est fausse, créée de toutes pièces par une Shado déguisée pour combattre Green Arrow. Robert, le fils de Shado qui est aussi le fils de Green Arrow, est atteint d'un cancer. Pour le guérir, elle a fait appel au Docteur Sivana pour enlever et expérimenter sur Connor. À la fin, Connor est sauvé mais sa personnalité a complètement changé, il abandonne le tir à l'arc et a apparemment acquit des capacités de guérison. Speedy part pour poursuivre sa relation avec Dodger et Connor Hawke part pour se redécouvrir. 

### Tough Love
Une nouvelle méchante nommée Cupid commence à tuer les ennemis de Green Arrow pour gagner son amour et son approbation. Elle tue Brick et plusieurs autres méchants de bas niveau et tente également de tuer Merlyn. Le mariage d'Oliver et de Dinah est mis à l'épreuve alors que Green Arrow devient de plus en plus violent et ignore les avertissements de Black Canary. 
Un professeur de musique est assourdi par le cri canari de Black Canary et devient le méchant hypersonique connu sous le nom de Discord. 
À partir du numéro 22 de juillet, le titre est divisé en deux parties : Green Arrow et Black Canary. 

### Nouvelle sérieGreen Arrow
Pendant les événements de « Blackest Night », la série a été rebaptisée Black Lantern Green Arrow au numéro 30 avant de devenir simplement Green Arrow dans le cadre du scénario « Rise and Fall » à la suite de Justice League: Cry for Justice,,. La série reprend les bases de Green Arrow tuant le méchant Prometheus et la destruction de Star City ainsi que Black Canary quittant Green Arrow. Une nouvelle série Green Arrow a finalement fait ses débuts avec J.T. Krul au scénario et l'artiste Diogenes Neves au dessin. 

## Accueil

### Ventes
Le premier numéro se vend à 52 128 unités, se classant à la 37e place des meilleures ventes du mois. Le deuxième chute à la 53e place avec 42 811 unités vendues. Le deuxième arc narratif, Family Business, se vend autour de 30 000 unités par numéro (32 611 pour le no 6 et 29 598 pour le no 10). Le no 29, dernier numéro, finit à la 100e place avec 16 600 unités vendues.

### Critiques
Le site IGN a attribué au premier numéro la note 5,7 sur 10. Le numéro 15, premier numéro de la série réalisé par Kreisberg, a reçu un 7.5. 

## Publications

### Éditions reliées américaines
| Titre                         | Contient                                                                              | Date             | ISBN                     |
| ----------------------------- | ------------------------------------------------------------------------------------- | ---------------- | ------------------------ |
| Vol. 1: The Wedding Album     | Wedding Special, n°1-5                                                                | octobre 2008     | (ISBN 978-1-4012-1841-6) |
| Vol. 2: Family Business       | n°6-10                                                                                | janvier 2009     | (ISBN 978-1-4012-2016-7) |
| Vol. 3: A League of Their Own | n°11-14, Green Arrow Secret Files and Origins n° 1                                    | mai 2009         | (ISBN 978-1-4012-2250-5) |
| Vol. 4: Enemies List          | n°15-20                                                                               | 16 décembre 2009 | (ISBN 978-1-4012-2498-1) |
| Vol. 5: Big Game              | n°21-26                                                                               | 9 juin 2010      | (ISBN 978-1-4012-2709-8) |
| Vol. 6: Five Stages           | n°27-29, Black Lantern Green Arrow n°30                                               | novembre 2010    | (ISBN 978-1-4012-2898-9) |
| Justice League: Rise and Fall | Green Arrow n°31-32, Justice League: Rise and Fall Special, The Rise of Arsenal n°1-4 | mars 2011        | (ISBN 978-1-4012-3013-5) |

### Éditions reliées françaises
La série est inédite dans les pays francophones.